# Nemesia ilvae
Nemesia ilvae är en spindelart som beskrevs av Lodovico di Caporiacco 1950. Nemesia ilvae ingår i släktet Nemesia och familjen Nemesiidae.
Artens utbredningsområde är Italien. Inga underarter finns listade i Catalogue of Life.